# Перуански ноћурак
Перуански ноћурак, перуанско чудо или четворочасовни цвет (Mirabilis jalapa) најчешћа је украсна врста биљке из рода Mirabilis која је доступна у различитим бојама. Mirabilis на латинском значи дивно, а Јалапа (Халапа) је име града у Мексику. Биљку су још у давна времена гајили Астеци ради лековите и украсне сврхе.
Цветови ове биљке се углавном отварају касно поподне (од око 16 часова па до ујутро) што доводи до једног од њених имена. Цветови током ноћи производе јак и пријатан мирис. У Европу је ова биљка стигла 1525. године и дан данас се овде гаји.

## Опис
Ово је бујна, вишегодишња биљка која достиже висину до 2 m у висини. Семе је у почетку светло зелено и како зрели постаје црно.

## Галерија
- Перуански ноћурак жуте боје
- Перуански ноћурак жуте боје
- Цвет жуте боје

- Цвет розе боје
- Цвет розе боје
- Цвет розе боје

- Цвет беле боје
- Цвет беле боје
- Цвет беле боје